# Дамјан Курски
Архиепископ Дамјан Курски (рођ. Дмитриј Григоријевич Воскресенски; 23. октобар 1873, село Брусовое, Курска губернија — 3. новембар 1937, Сандармох) — епископ Руске православне цркве, архиепископ курски и обојански.
Канонизован је за светитеља Руске православне цркве 2000. године. Помиње се 3. (16.) новембра.

## Биографија
Рођен је у свештеничкој породици. Завршио је Курску богословску школу  (1894), Петроградску богословску академију (1905) са степеном кандидата богословије и Санктпетербуршки археолошки институт.
Године 1894. - рукопроизведен је у чин чтеца псалама у Преображенском сабору у граду Путивљу.
Исте године постављен је за надзорника и наставника калиграфије и цртања у Староосколској богословској школи.
Од 6. јануара 1897. године - свештеник цркве у селу Николајевка, Путивлски округ (сада Бурински округ, Сумска област Украјине).
Године 1901, након смрти супруге, уписао је Петроградску духовну академију и истовремено Петроградски археолошки институт.
1904-1905 био је декан академског свештенства и истовремено обављао свештеничке дужности у Суворовској цркви Николајевске академије Генералштаба (због чињенице да је ректор цркве Георгиј Шавелски отишао на фронт руско-јапански рат).
27. новембра 1904. године замонашен је са именом Дамјан.
Од 1905. - наставник Смоленске богословије.
Од 1907. - управник Старосколске богословске школе.
Од 1908. - управник Обојанске богословске школе.
28. јула 1911. године постављен је за ректора Смоленске богословије и по службеној дужности узведен у чин архимандрита.

## Епископ переславски
Од 29. априла 1918. - епископ переславски, викар Владимирске епархије.
У септембру 1920, Владимирски револуционарни суд га је осудио на затворску казну за време грађанског рата због поседовања „контрареволуционарне литературе и рукописа“. По посебном налогу Сверуског централног извршног комитета пуштен је из затвора.
2. новембра 1922. године пензионисан је указом обновитељске Сверуске централне управе са одређивањем места становања у Ташкенту.
Године 1922. ухапшен је под оптужбом да се опирао заплени црквене имовине, а заправо – да се противио покрету обновитељства. У оптужници је стајало: „Воскресенски, не слажући се са догађајима у црквеном животу и не слажући се са проблемима реформи које одговарају савременом совјетском систему, водио је тајну агитацију међу масама, супротстављајући их особама обновитељског црквеног правца.” 23. фебруара 1923. прогнан је у Туркестан на две године.
Од новембра 1925. - епископ переславски, гувернер Владимирске епархије.

## Грегоријански раскол
Дамјан је 22. децембра 1925. прихватио грегоријански раскол епископа Григорија. На збору расколника изабран је за члана Привременог врховног црквеног савета (ВТсС) и заједно са још осам епископа регистрован је 2. јануара 1926. године. Потписао сам Наредбу израђену на састанку.
После забране коју је митрополит Сергије увео, заједно са архиепископима Григоријем и Константином, потписао је писмо чувару патријаршијског престола, митрополиту Петру, са молбом да одобри и благослови новоорганизовани Сверуски централни савет. Пошто је примио резолуцију митрополита Петра, отишао је са осталим делегатима у Нижњи Новгород код митрополита Сергија (Страгородског).
Он је 2. фебруара 1926. поднео молбу Сверуском централном савету, где је написао: „Коначно је постало јасно да су наши „савети и акције од људи“ (Дела 5.38), и стога сасвим намерно изјављујем да Ваше Високопреосвештенство моја оставка из Свесавезног централног савета. Ради црквеног мира братски молим Вас и остале јерархе да следите моје смирење“. Прихваћен од митрополита Сергија у садашњем чину.

## Епископ Курски
Од маја 1927. - архиепископ полтавски и перејаславски.
Од 25. априла 1928. - архиепископ Курски. У јуну-јулу 1932. у западним областима одржани су масовни антиколхозни протести под паролама: „Одустаните од земље и слободе, и сељачке власти“, „Совјетска власт нас је опљачкала, потребна нам је власт без колективних фарми“, "Доле колективне фарме, доле совјетска власт - моћ разбојника." Према подацима ОГПУ, у њима је учествовало до 63 хиљаде људи. Према истражитељима, ове говоре припремили су ревнитељи црквене организације, коју је наводно створио архиепископ Дамјан, који је ухапшен.
Он је током истраге сведочио да  „у време управљања Курском епархијом поставио свој задатак да се ујединим пре свега око мени потчињеног свештенства, и око појединих верника лаика, група грађана који би били дубоко религиозни и способни да бране интересе цркве; представљао би ћелије црквених ревнитеља за борбу против свих насртаја на цркву и за проповед Православља“.
22. новембра 1932. је пензионисан. У новембру 1932. ухапшен је поново 26. децембра 1932. суђено му је заједно са групом следбеника и одлуком Посебног састанка Колегијума ОГПУ осуђен је на смрт. Казна је замењена прогонством на 10 година у логору за посебне намене Соловецки. Тамо је осталим затвореницима рекао да „сада у Русији имамо потпуно безакоње, које никада нигде није постојало, али на крају истина Божја мора тријумфовати.”
9. октобра 1937. године, резолуцијом Посебне тројке СССР НКВД за Лењинградску област, осуђен је на смрт. 3. новембра 1937. стрељан је у тракту Сандармох (Карелија).
Године 1998. одржана је конференција њему у помен, која је касније прерасла у Дамјанова читања.
У августу 2000. године, на Јубиларном Архијерејском Сабору Руске православне цркве, архиепископ Курски Дамјан је канонизован за свештеномученика.
2006. године у Курску су одржана Трећа Дамјанова читања на тему „Руска православна црква и друштво у историји Русије и Курске територије“.

## Зборник радова
- Недостаци руског иконописа и средства за њихово отклањање. Санкт Петербург, 1905.
- Свети Јоасаф, епископ. Белгородски. // Фински православни зборник. 1910. године.
- Руско православље и западне конфесије у богослужењу и обредима. // Смоленски епархијски гласник. 1914 (постоји посебна књига).
- Извештај Епископа переславског Дамјана (Воскресенског) Патријаршијском Лоцуму митрополиту Крутицком Петру (Пољанском) о стању Переславског викаријата Владимирске епархије у 1925-1926. // ИЗ ИСТОРИЈЕ ВЛАДИМИРСКЕ ЕПАРХИЈЕ. ЕПИСКОП АТАНАСИЈ (САХАРОВ) И ЕПИСКОП ДАМИЈАН (ВОСКРЕСЕНСКИ) (1925−1926) // Гласник ПСТГУ ИИ: Историја. Историја Руске православне цркве. 2013. Број. 6 (55). стр. 127-150